# فان تشانسلر
فـان تشانسلر (بالإنجليزية: Van Chancellor) هو مدرب كرة سلة أمريكي، ولد في 27 سبتمبر 1943 في لويزفيل في الولايات المتحدة.

## روابط خارجية
- فـان تشانسلر على موقع قاعة مشاهير كرة السلة للسيدات (الإنجليزية)
- فـان تشانسلر على موقع سبورتس رفرنس (الإنجليزية)
- فـان تشانسلر على موقع كلية كرة السلة في سبورتس رفرنس.كوم (الإنجليزية)
- فـان تشانسلر على موقع أوليمبيديا (الإنجليزية)
- فـان تشانسلر على موقع قاعة ميسيسيبي للمشاهير الرياضية (الإنجليزية)